# Marguerite Delorme
Marguerite-Anne-Rose Delorme (n. 10 septembrie 1876, Lunéville, Lorraine⁠(d), Franța – d. 26 iulie 1946, Lille, Franța) a fost o pictoriță franceză cunoscută pentru picturile sale orientaliste și de gen.

## Biografie
Delorme s-a născut la 10 septembrie 1876 în Lunéville, Franța într-o familie din clasa de mijloc. Tatăl ei, Edmond Delorme, era medic militar și mai târziu avea să înființeze muzeul din Lunéville.
Ea a arătat un interes timpuriu pentru artă. Picturile ei timpurii descriu teme ale mediului familial, găsind inspirație și în Bretania, unde și-a petrecut vara alături de familia Merson.
Ea a studiat sub îndrumarea lui Raphaël Collin⁠(d), Paul Leroy și Luc-Olivier Merson⁠(d) în atelierele lor private, dar nu a putut intra la Ecole de Beaux Artes, care la acea vreme nu accepta artiști de sex feminin. În 1897, Delorme a devenit membră a Sociétaire des Artistes Français unde și-a expus picturile, câștigând mențiune de onoare în 1897 și medalia de clasa a treia în 1901.
În 1905, a câștigat o bursă care i-a permis să călătorească în Italia. Această călătorie a învățat să utilizeze diferite condiții de lumină care au influențat stilul ei. În timpul primului război mondial, Delorme a început să picteze pușcașii senegalezi întâlniți în „lagărele de iarnă”. Aceste lucrări au fost prezentate în 1921 și a câștigat Premiul Compagnie Générale Transatlantique. După aceasta, ea și-a găsit inspirație în temele nord-africane călătorind în Maroc, unde a călătorit prin întreaga țară pictând scene din viața de zi cu zi.
Delorme a murit pe 26 iulie 1946 la Lille, Franța. Opera sa se află în domeniul public de la 1 ianuarie 2017.

## Moștenire
În 2013, Musée du Château des Lumières a organizat o retrospectivă a operei lui Delorme.

## Galerie

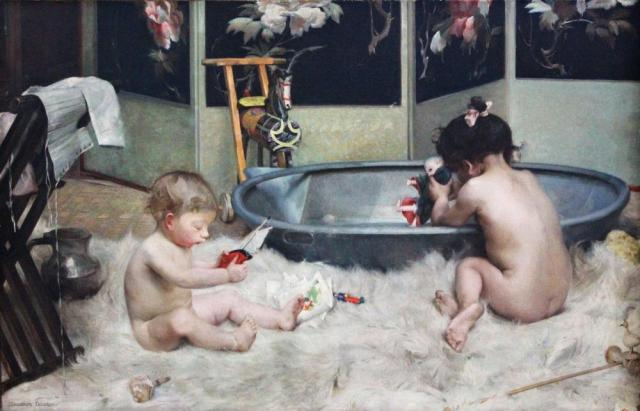
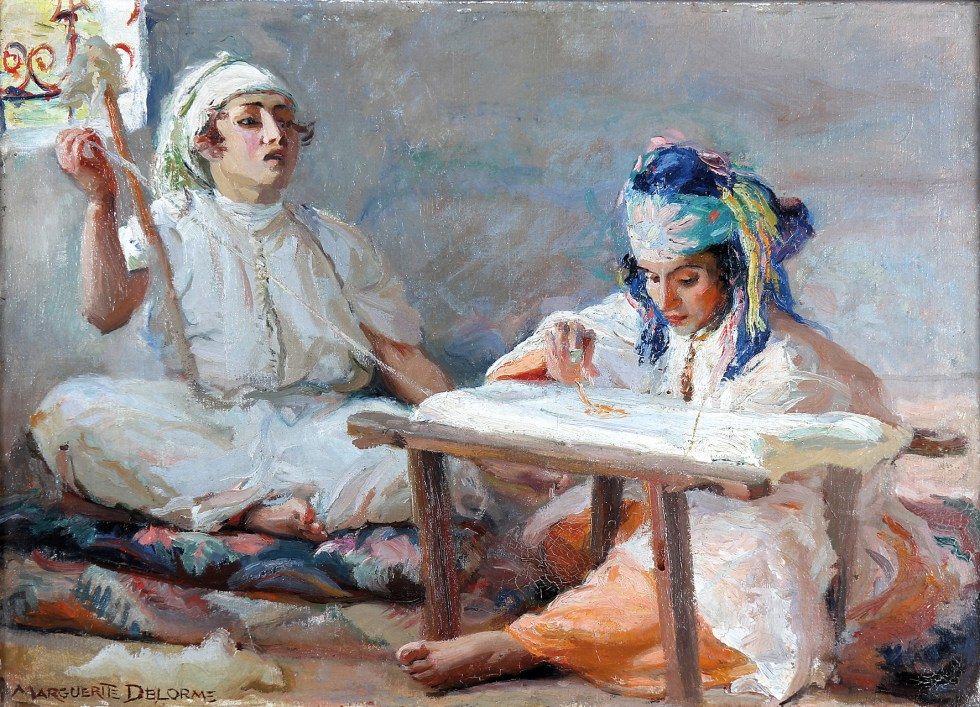